# Mauricio Odremán
José Mauricio Odremán Nieto (Puerto España, Trinidad y Tobago, 2 de octubre de 1926-Caracas, 13 de julio de 2004) fue un narrador, poeta, artista plástico y cineasta venezolano, conocido por sus obras fantásticas y de ciencia ficción posmoderma y new age.

## Biografía

### Primeros años
Odremán nació en Puerto España, en Trinidad y Tobago, y pasó su infancia en la ciudad minera de Tumeremo, Estado Bolívar. Hijo de Miguel Antonio Odremán, astrónomo, masón, dueño de la mina Salva la Patria y de una de las primeras gabarras que recorrió el Cuyuní y miembro de la Sociedad Astronómica de Francia.
La revista Tumeremo 1988 recoge un comentario de Jesús Sanoja Hernández sobre la infancia de Odremán como “aquel muchacho que le daban una moneda para contar cuentos, al caer la tarde en la plaza del pueblo”.
Más adelante su familia se mudaría a Caracas, y estudiaría en el Colegio La Salle Tienda Honda, en la parroquia Altagracia de Caracas.

### Estudios
Luego estudió filosofía y letras en la Universidad de Chile. Será en Chile donde contraerá matrimonio por primera vez. Más adelante estudió periodismo en la Universidad Central de Venezuela, y cinematografía en Londres y Grenoble. Fue profesor de cine en el Instituto Pedagógico.
Durante la década de los cuarenta, conoce al escritor Renato Rodríguez.De hecho, en los agradecimientos de la primera reedición de la editorial Monte Ávila de su novela Al sur del Equanil y refiriéndose a su primera edición, dice Rodríguez: "La edición fue hecha a expensas de mi amigo Mauricio Odremán, a quien conozco desde 1945, y quien siempre confió en mí y me alentó. A pesar de encontrarse en aquella época sin trabajo y enfermo, con una cruel dolencia". 

### Carrera artística
En la década de los sesenta se casará por segunda vez. Con Ramona Delgado nacen cuatro hijos: América, Eliana, Brenda y Mauricio Ramón.
Los sesenta serán la etapa de mayor producción artística de Odremán, empezando con la publicación, en 1961 de Cuentos extraños, una antología de relatos fantásticos y de ciencia ficción, de estética esotérica y apocalíptica, ilustrada por M. Lara.
En 1962 publica Dos novelas fantásticas, "que consta de dos narraciones de ciencia ficción enmarcadas en el subgénero de la space opera."
En 1964 escribe su primer guion para un largometraje de ficción para la película Isla de sal, ópera prima del director Clemente de la Cerda.Ese mismo año escribirá también el guion de El rostro oculto, nuevamente para Clemente de la Cerda.

EFPEUM, película de 1965.

En el año de 1965, Odremán  estrena su película EFPEUM. Esta película, que puede ser catalogada como la primera película de ciencia ficción venezolana, nació prematuramente en una Venezuela que aún no había despertado del realismo, y que apenas comenzaba a aceptar el realismo mágico como un elemento de la cultura del venezolano. Esta película relata del deseo de construir una máquina imposible, la "estructura funcional para encontrarse no mismo", una especia de obra arquitectónica-alquímica.La alquimia será un tema recurrente en la obra cinematográfica, literaria y plástica de Odremán.

Odremán comenta en su novela fantástica-autobiográfica El día que todo haga Paff (1977) lo ocurrido con su película:
"...En esos días terminé el rodaje de la película de ciencia-ficción. Cuando la estrenaron, en ese recinto siniestro llamado Cinemateca, no asistí en presencia física, pero desdoblado y desde el astral procuré escuchar los comentarios. - "la Película más loca del año"- dijeron algunos, pero nadie comprendió el asunto del arquitecto con su Estructura-funcional-para-Encontrarse-uno-Mismo. Todo el mundo se rio a carcajadas y al parecer, los espectadores se divirtieron mucho, de lo lindo; mi intención no había sido realizar un film cómico, pero así resultó y eso era el éxito. Nunca más supe de "Efpeum", quedó en manos de los productores que la habrán enlatado y la tendrán debajo de un escritorio como hacen todos los negociantes en películas por estos lados del Atlántico..."
En 1970 escribió el guion para el largometraje de Arturo Plascencia Huyendo del sismo. Se trata de una película película fantástica y metafísica rodada en la ciudad de Mérida.
De nuevo para de la Cerda escribe Sin fin (1971).
Publica en 1973 Procopio en la órbita seis, una novela en la que lo fantástico y lo autobiográfico se unen, como ocurrirá también en El día que todo haga Paff (1977).
En 1977 colabora con el cineasta Ivork Cordido, para la creación de su película Relatos de tierra seca, cuyo guion nace a partir de uno de sus relatos, y participa como actor en el film encarnando el personaje de un caudillo militar venezolano.
En 1983 dirige para Venezolana de Televisión la serie Ángela del infierno.
En 1986 publica su poemario Los cantos del crepúsculo, con ilustraciones de María Elena GalavísEn la década de los noventa escribe un nuevo poemario: La travesía, ilustrado al estilo de los textos alquímicos antiguos.
En los noventa participará en varias exposiciones colectivas entre las que destaca “Comicgrafías” (1996) en el Museo de Arte de Petare, donde hace una instalación inspirada en la novela A través del espejo, de Lewis Carroll, junto al escultor Orlando Vázquez.

## Legado
Odremán legó una obra que experimentaba con lo fantástico y la  ciencia ficción. Tanto en la pintura, como en la literatura y el cine, estuvo dotado de un profundo sentido místico, que vinculó su cosmovisión universal con temas y elementos del folclore venezolano.
Para Daniel Arella, Odremán daría inicio a una fase posmoderna de la ciencia ficción venezolana.
El interés reciente por rescatar las voces de la ciencia ficción venezolana han llevado a una revalorización de la obra de Odremán. Sus Cuentos extraños han sido reeditados en 2011 y 2023 por la editorial estatal Fundación El Perro y la Rana, que también se ha encargado de reeditar obras como El regreso de Eva (1929) Pepe Alemán, primera novela de ciencia ficción venezolana; El primer viaje a la luna, la primera novela venezolana sobre viajes espaciales, publicada en 1955 Francisco Aniceto Lugo; Don Quijote, Sancho y la era atómica, publicada en 1959 por el escritor hispano-venezolano José García Bracho; la novela ilustrada La civilización en Marte, publicada ese mismo año por Arez Najú (seudónimo de Juan Suárez); o Me pareció que saltaba por el espacio como una hoja muerta antología de relatos espaciales publicada en 1977 por Armando José Sequera.
En el año 2008, El Centro de Investigación y Nuevos Estudios sobre Cine (Facultad de Filosofía y Letras de la Universidad de Buenos Aires), llevó a cabo una proyección en video de la película EFPEUM de Odremán, en el marco de las actividades del Segundo Ciclo de Cine “Revolución y representación en el cine latinoamericano moderno”.Esta ocasión permitió a las nuevas audiencias ver EFPEUM 40 años después de su estreno.  
Durante Festival Internacional de Cine de Caracas 2014, se realizó el concierto Antología Musical de Cine Venezolano por parte de la Banda Marcial Caracas, quienes interpretaron arreglos de fragmentos de las bandas sonoras de una selección películas emblemáticas del cine venezolano, incluyendo EFPEUM.

## Obra literaria

### Narrativa
- Cuentos extraños (1961)
- Dos novelas fantásticas (1962)
- Procopio en la órbita seis (1973)
- El día que todo haga Paff (1977)

### Poesía
- Los cantos del crepúsculo (1986)
- La travesía (s.f.)

## Filmografía

### Como director
- EFPEUM (1965)
- Ángela del infierno (1983)

### Como guionista
- Isla de sal (1964)
- El rostro oculto (1964)
- Huyendo del sismo (1970)
- Sin fin (1971)
- Relatos de tierra seca (1977)